# Liemarvin Bonevacia
Liemarvin Bonevacia (* 5. März 1989 in Willemstad, Curaçao) ist ein niederländischer Leichtathlet aus Curaçao, der sich auf den 400-Meter-Lauf spezialisiert hat und über diese Distanz aktuell Inhaber des Landesrekordes ist. 2021 gewann er mit der niederländischen 4-mal-400-Meter-Staffel die Silbermedaille bei den Olympischen Sommerspielen in Tokio und im Jahr darauf wurde er in Eugene Vizeweltmeister in der Mixed-Staffel. Zudem gewann er zahlreiche Medaillen bei Europameisterschaften im Freien und in der Halle und zählt damit zu den erfolgreichsten niederländischen Leichtathleten.

## Sportliche Laufbahn
Bonevacia war Student am Peter Stuyvesant College und trainierte beim Leichtathletikteam Trupial. Für die Niederländischen Antillen startete er 2010 bei den U23-NACAC-Meisterschaften in Miramar, bei denen er im 200-Meter-Lauf mit 21,62 s in der ersten Runde ausschied und auch über 400 Meter kam er mit 48,21 min nicht über den Vorlauf hinaus. Zudem belegte er aber mit der 4-mal-400-Meter-Staffel der Antillen in 3:15,66 min den sechsten Platz. Im Jahr darauf schied er bei den Zentralamerika- und Karibikmeisterschaften in Mayagüez mit 48,04 s in der ersten Runde im 400-Meter-Lauf aus und verpasste mit der 4-mal-100-Meter-Staffel Curaçaos mit 41,49 s den Finaleinzug und nahm anschließend an der Sommer-Universiade in Shenzhen teil und erreichte dort das Halbfinale über 400 Meter, in dem er mit 48,26 s ausschied und über 200 Meter gelangte er bis in das Viertelfinale und schied dort mit 21,60 s aus. Im April 2012 qualifizierte er sich beim Grand Prix International Ximena in Medellín (Kolumbien) für die Olympischen Spiele 2012 in London. Seine Zeit von 45,77 Sekunden waren zugleich neuer Landesrekord für Curaçao, am Tag darauf verbesserte er auch den Landesrekord über 200 Meter auf 20,82 Sekunden. Nachdem das Nationale Olympische Komitee der Niederländischen Antillen infolge der Auflösung des Inselverbandes seine Anerkennung durch das IOC verloren hatte, erhielt er die Erlaubnis, in London als unabhängiger Olympiateilnehmer an den Start zu gehen. Dort verbesserte er im Vorlauf seine persönliche Bestzeit auf 45,60 s und zog als Dritter in das Halbfinale ein. Im Halbfinale gab er auf und spazierte ins Ziel.
Seit 2013 geht er für die Niederlande an den Start und nahm im selben Jahr mit der niederländischen 4-mal-100-Meter-Staffel an den Weltmeisterschaften in Moskau teil und belegte dort in 38,37 s den fünften Platz. Im Jahr darauf gelangte er bei den Europameisterschaften in Zürich über 400 Meter bis ins Halbfinale und schied dort mit 46,38 s aus, während er mit der 4-mal-400-Meter-Staffel mit 3:05,93 min den Finaleinzug verpasste. 2015 schied er bei den Halleneuropameisterschaften in Prag mit 47,62 s in der ersten Runde über 400 Meter aus und anschließend konnte er bei den World Relays auf den Bahamas das Rennen mit der 4-mal-400-Meter-Staffel nicht beenden. Im August nahm er an den Weltmeisterschaften in Peking teil und stellte dort im Vorlauf mit 44,77 s einen neuen Landesrekord auf und schied dann mit 45,65 min im Halbfinale aus. Mit der niederländischen 4-mal-100-Meter-Staffel verpasste er mit 38,41 s den Finaleinzug. Im Jahr darauf schied er bei den Hallenweltmeisterschaften in Portland mit 47,48 s in der Vorrunde über 400 Meter aus und Anfang Juli gewann er dann bei den Europameisterschaften in Amsterdam in 45,41 s die Bronzemedaille hinter dem Briten Martyn Rooney und Pavel Maslák aus Tschechien. Zudem belegte er mit der 4-mal-400-Meter-Staffel in 3:04,52 min den siebten Platz. Anschließend nahm er erneut an den Olympischen Spielen in Rio de Janeiro, diesmal für die Niederlande, teil und erreichte dort über 400 Meter die Halbfinalrunde, in der er mit 45,03 s ausschied. Er startete auch mit der 4-mal-100-Meter-Staffel, 38,53 s reichten dort aber nicht für den Finaleinzug.
2017 erzielte Bonevacia bei den Halleneuropameisterschaften in Belgrad mit 46,26 Sekunden einen neuen niederländischen Hallenrekord über 400 Meter und gewann damit die Bronzemedaille hinter dem Titelverteidiger Pavel Maslák aus Tschechien und dem Polen Rafał Omelko. Im August startete er mit der 4-mal-100-Meter-Staffel bei den Weltmeisterschaften in London, schied dort aber mit 38,66 s im Vorlauf aus. Im Jahr darauf schied er bei den Europameisterschaften in Berlin mit 45,39 s im Halbfinale aus und verpasste auch mit der 4-mal-400-Meter-Staffel mit 3:04,93 min den Finaleinzug. 2019 scheiterte er bei den Halleneuropameisterschaften in Glasgow mit 47,86 s in der Vorrunde über 400 Meter und anschließend belegte er bei den World Relays in Yokohama in 3:05,15 min den fünften Platz im B-Finale. 2021 verbesserte er bei den Niederländischen Meisterschaften in Apeldoorn den Hallenrekord über 400 Meter auf 45,99 s und gewann kurz darauf bei den Halleneuropameisterschaften in Toruń in 46,30 s die Bronzemedaille hinter dem Spanier Óscar Husillos und seinem Landsmann Tony van Diepen. Zudem siegte er mit der niederländischen Staffel mit neuem Landesrekord von 3:06,06 min. Anfang Mai siegte er dann auch bei den World Athletics Relays im polnischen Chorzów in 3:03,45 min mit der 4-mal-400-Meter-Staffel. Anfang Juli wurde er beim Bauhaus-Galan in 44,80 s Dritter über 400 m und erreichte anschließend bei den Olympischen Spielen in Tokio das Finale, in dem er mit 45,08 s den achten Platz belegte. Im Halbfinale verbesserte er seinen eigenen Landesrekord auf 44,62 s. Zudem gewann er mit der Männerstaffel mit neuem Landesrekord von 2:57,18 min gemeinsam mit Terrence Agard, Tony van Diepen und Ramsey Angela die Silbermedaille hinter dem Team aus den Vereinigten Staaten und wurde in der Mixed-Staffel in 3:10,36 min Vierter.
2022 schied er bei den Europameisterschaften in Eugene mit 45,50 s im Halbfinale über 400 Meter aus und gewann in der Mixed-Staffel in 3:09,90 min gemeinsam mit Lieke Klaver, Tony van Diepen und Femke Bol die Silbermedaille hinter dem Team aus der Dominikanischen Republik. Anschließend belegte er bei den Europameisterschaften in München in 45,17 s den vierten Platz im Einzelbewerb und wurde mit der Männerstaffel in 3:01,34 min Fünfter. Im Jahr darauf schied er bei den Halleneuropameisterschaften in Istanbul mit 46,60 s im Halbfinale aus und gewann mit der Staffel in 3:06,59 min gemeinsam mit Isayah Boers, Isaya Klein Ikkink und Ramsey Angela die Bronzemedaille hinter den Teams aus Belgien und Frankreich. Im Juni wurde er bei der 1. Liga der Team-Europameisterschaft im Zuge der Europaspiele in Chorzów in 45,06 s Dritter und sicherte sich damit ligenübergreifend die Bronzemedaille hinter dem Norweger Håvard Bentdal Ingvaldsen und João Coelho aus Portugal. Im August schied er bei den Weltmeisterschaften in Budapest mit 45,23 s im Halbfinale aus und der Männerstaffel verhalf er zum Finaleinzug. Zudem kam er in der Mixed-Staffel im Finale nicht ins Ziel. 2024 gewann er bei den Hallenweltmeisterschaften in Glasgow in 3:04,25 min gemeinsam mit Ramsey Angela, Terrence Agard und Tony van Diepen die Bronzemedaille im Staffelbewerb hinter den Teams aus Belgien und den Vereinigten Staaten. Im Mai wurde er bei den World Athletics Relays in Nassau in 3:03,24 min Vierter im C-Lauf in der 2. Qualifikationsrunde über 4-mal 400 Meter für die Olympischen Spiele in Paris und verpasste damit ein Fixticket. Anschließend gewann er bei den Europameisterschaften in Rom in 44,88 s die Bronzemedaille über 400 Meter hinter dem Belgier Alexander Doom und Charles Dobson aus dem Vereinigten Königreich. Zudem gewann er in der Mixed-Staffel in 3:10,73 min gemeinsam mit Lieke Klaver, Isaya Klein Ikkink und Femke Bol die Bronzemedaille hinter den Teams aus Irland und Italien.
In den Jahren von 2014 bis 2017 sowie von 2021 bis 2023 wurde Bonevacia niederländischer Meister im über 400 Meter sowie 2015 auch im 200-Meter-Lauf. 2015 und 2017 sowie 2021 und 2022 wurde er zudem Hallenmeister im 400-Meter-Lauf sowie 2018 über 200 Meter.

## Persönliche Bestleistungen
- 200 Meter: 20,45 s (+0,8 m/s), 14. August 2021 in La Chaux-de-Fonds
  - 200 Meter (Halle): 21,09 s, 18. Februar 2018 in Apeldoorn
- 300 Meter: 32,21 s, 17. Februar 2024 in Pretoria
- 400 Meter: 44,48 s, 21. August 2021 in Bern (niederländischer Rekord)
  - 400 Meter (Halle): 45,48 s, 27. Februar 2022 in Apeldoorn (niederländischer Rekord)
- 600 Meter: 1:19,11 min, 18. April 2017 in San Juan